# Xiabaoping (sockenhuvudort i Kina, Hubei Sheng, lat 31,03, long 111,16)
Xiabaoping (kinesiska: 下堡坪, 下堡坪乡) är en sockenhuvudort i Kina. Den ligger i provinsen Hubei, i den centrala delen av landet, omkring 300 kilometer väster om provinshuvudstaden Wuhan. Antalet invånare är 20 614. Befolkningen består av 9 642 kvinnor och 10 972 män. Barn under 15 år utgör 10,0 %, vuxna 15-64 år 76 %, och äldre över 65 år 13,0 %.
Runt Xiabaoping är det ganska tätbefolkat, med 166 invånare per kvadratkilometer. Närmaste större samhälle är Wuduhe, 9,5 km nordost om Xiabaoping. I omgivningarna runt Xiabaoping växer i huvudsak blandskog.
Genomsnittlig årsnederbörd är 1 331 millimeter. Den regnigaste månaden är maj, med i genomsnitt 206 mm nederbörd, och den torraste är december, med 14 mm nederbörd.